# Kelurahan Tanjung Gedang
Kelurahan Tanjung Gedang is een bestuurslaag in het regentschap Bungo van de provincie Jambi, Indonesië. Kelurahan Tanjung Gedang telt 2747 inwoners (volkstelling 2010).